# Neohebestola luchopegnai
Neohebestola luchopegnai är en skalbaggsart som beskrevs av Martins och Maria Helena M. Galileo 1989. Neohebestola luchopegnai ingår i släktet Neohebestola och familjen långhorningar. Inga underarter finns listade i Catalogue of Life.